# 三一湾
三一湾（俄语：Бухта Троицы）是波西耶特湾的海湾，因於1862年三一节（6月8日）被發現而得名。属滨海边疆区哈桑区管辖，伸入大陆5公里，入口宽1.7公里，深达30米，面积52平方公里，岸长22.6公里。它是扎鲁比诺港的所在地。安德烈耶夫卡河注入其内，安德烈耶夫卡在它东岸。